# Фазенда-Виланова
Фазенда-Виланова (порт. Fazenda Vilanova) — населённый пункт и муниципалитет в Бразилии, входит в штат Риу-Гранди-ду-Сул. Составная часть мезорегиона Восточно-центральная часть штата Риу-Гранди-ду-Сул. Входит в экономико-статистический микрорегион Лажеаду-Эстрела. Население составляет 3214 человека на 2006 год. Занимает площадь 84,794 км². Плотность населения — 37,9 чел./км².

## Статистика
- Валовой внутренний продукт на 2003 составляет 59 519 490,00 реалов (данные: Бразильский институт географии и статистики).
- Валовой внутренний продукт на душу населения на 2003 составляет 19 585,22 реала (данные: Бразильский институт географии и статистики).
- Индекс развития человеческого потенциала на 2000 составляет 0,766 (данные: Программа развития ООН).